# Kaluga
Kaluga (rusky Калу́га) je město ležící v centrální části Ruska na řece Oka, 180 km jihozápadně od Moskvy. Je to administrativní centrum Kalužské oblasti. Podle údajů z roku 2002 má město 334 751 obyvatel.
Město je známo jako bydliště Konstantina Ciolkovského, zakladatele teorie vesmírného raketového letu. Ve městě je také Ciolkovského státní muzeum historie kosmonautiky.

## Dějiny
Město bylo založeno v polovině 14. století jako pohraniční pevnost na jihozápadních hranicích Moskevského knížectví. První zmínka o něm pod tímto názvem pochází z roku 1371. Kaluga byla krátce obsazená nacistickým Německem během bitvy u Moskvy při operaci Barbarossa. Bylo obsazené od 12. října 1941 do 30. prosince 1941.

### Rodáci
- sv. Jonáš z Chan-kchou (1888 - 1925), pravoslavný světec
- Mykola Janovyč Azarov (* 1947), ukrajinský politik
- Varnava (* 1965), biskup vyksunský a pavlovský
- Olesja Nikolajevna Zykinová (* 1980), běžkyně

## Hospodářství
V roce 2007 skupina Volkswagen ve městě otevřela automobilku s výrobní kapacitou 225 000 vozů ročně. V továrně se vyráběly kromě jiného i vozy Škoda Fabia a Škoda Rapid. V březnu 2022 byla výroba zastavena v souvislosti se sankcemi, které západní země uvalily na Rusko za jeho útok na Ukrajinu. V květnu 2023 ruská vládní komise schválila prodej automobilky Volkswagen v Kaluze ruskému prodejci automobilů Avilon. Pro agenturu TASS to uvedl ruský ministr průmyslu a obchodu Denis Manturov.
Ve městě se také v letech 2004 až 2017 vyrábělo pivo Pilsner Urquell.

## Partnerská města
- Jalta, Ukrajina
- Lahti, Finsko (1998)
- Suhl, Německo (1969)
- Tiraspol, Moldavsko (2005)